# Амандус Генріх Христіан Цітц
Амандус Генріх Христіан Цітц (нім. Amandus Heinrich Christian Zietz; 1840—1921) — німецький зоолог і палеонтолог. Працював в Австралії.

## Біографія
Народився 13 червня 1840 року в Гамбурзі. Кілька років працював підготовником у Кільському музеї. У 1873 або 1874 разом з дружиною та сином Робертом він переїхав до Австралії. Працював заступником директора публічної бібліотеки, музею та художньої галереї Південної Австралії.
Цітц описав геніорніса — викопний вид гусеподібних птахів родини дроморнісових (Dromornithidae), що існував в Австралії в плейстоцені. Зібрав багато решток дипротодона. Описав декілька видів риб, зокрема акулу Asymbolus vincenti.
Помер 2 серпня 1921 року в Аделаїді.